# Antiphilos (Feldherr)
Antiphilos (altgriechisch Ἀντίφιλος Antíphilos; 4. Jahrhundert v. Chr.) war ein Feldherr Athens während des Lamischen Krieges (323–322 v. Chr.) gegen Makedonien.
Antiphilos wurde nach dem Tod des Leosthenes während der Belagerung von Lamia im Herbst 323 v. Chr. zum neuen Befehlshaber der attischen Hopliten (strategos) und damit zum Oberbefehlshaber des vereinten Hellenenheers für den Kampf gegen Makedonien ernannt. Er hob auf die Nachricht vom Anrücken eines unter dem Kommando des makedonischen Feldherrn Leonnatos stehenden Entsatzheeres die Belagerung Lamias auf und errang anschließend in Südthessalien einen Sieg über Leonnatos. In der Schlacht von Krannon (August 322 v. Chr.) wurde er allerdings von Antipater geschlagen. Mit der vorangegangenen Niederlage der attischen Flotte in der Seeschlacht bei Amorgos wurde damit die Niederlage der alliierten Griechen besiegelt. In Vertretung des Bundes hatte Antiphilos gemeinsam mit seinem Reitergeneral Menon von Pharsalos ein Friedensgesuch an den siegreichen Antipater gerichtet, der ihn allerdings zurückwies.
Nach dem Jahr 322 v. Chr. wird Antiphilos nicht mehr erwähnt.